# 퍼블리시티권
퍼블리시티권(right of publicity), 초상사용권 또는 인격표지권은 사람이 그가 가진 성명, 초상이나 기타의 동일성을 상업적으로 이용하고 통제할 수 있는 배타적 권리이다. 상업적 이용의 요소를 핵심으로 하기 때문에 인격권과는 구별된다. 미국에서는 퍼블리시티권을 순수한 재산권으로 보는 견해가 우세하다.

## 용어
대한민국의 국립국어원은 퍼블리시티권의 순화어로 초상사용권을 채택한 바 있다. 퍼블리시티권을 초상권의 범주에서 설명할 수 있다는 견해에서는 적합한 번역어로 볼 수 있지만, 초상권과는 분별될 수 있는 권리개념으로 보는 입장에서는 적당한 용어가 아니게 된다. 현재 대한민국의 하급심 판례는 초상권과는 분별될 수 있는 개념으로 보는 입장에 가깝게 설시하고 있다. 일부 법률가들은 대법원의 초상권 개념 판시를 해석론상 원용하여 퍼블리시티권을 초상권의 범주 안에서 설명 가능하다고 주장한다. 그러나 퍼블리시티권과 초상권의 관계를 정면으로 다루는 대법원의 판례는 아직 없다.

## 역사
이 용어는 1953년 미국 제2연방항소법원의 제롬 프랭크 판사가 Haelan Laboratories, Inc. v. Topps Chewing Gum 사건에서 처음 사용하였다. 판결문에서, 전통적으로 인정되던 프라이버시권 외에도 자신의 초상이 갖는 공개적 가치에 대한 또다른 권리를 보유하고 있으며 이를 퍼블리시티권(The Right of Publicity)라 명명했다. 또한 1954년에 발표된 Nimmer의 〈퍼블리시티권(The Right of Publicity)〉이란 논문은 퍼블리시티권을 이론적으로 뒷받침했다. 논문에서 Nimmer는 19세기 후반에는 프라이버시권의 법리만으로도 개인의 초상보호에 큰 어려움이 없었으나, 광고·영화·티비·비디오 등 새로운 시장이 나타나 과거의 프라이버시권만으로는 개인의 초상에 수반되는 상업적 이익을 보호할 수 없게 되었다고 지적하면서 초상의 상업적 이익인 초상의 공개가치(the publicity value)는 종래의 프라이버시권이 아닌 퍼블리시티권의 보호대상이 된다고 하였다.
퍼블리시티권이 미국 연방대법원에서 법적 권리로서의 승인을 받은 것은 1977년 인간포탄으로 저명한 서커스단원 Hugo Zacchini 판결에서였다. 이후 상당수의 미국 주법과 판례법에 의해 지지되고 확인되었고, 현재 28개의 주에서 법적인 권리로 인정하고 있다. 연방의 법률이 아닌 주법으로 보장하고 있기 때문에 주마다 퍼블리시티권의 보호 범위가 각양각색이다. 인디애나주는 가장 넓게 퍼블리시티권을 인정하고 있는데 인물 사후 100년까지 그 권리를 인정하며 이름, 성명, 동일성 뿐만 아니라 서명, 제스처, 특유의 외양과 말씨·행동까지에 대해서도 권리를 인정한다.
대한민국에서는 퍼블리시티권을 법적 권리로 인정하는 법률이나 대법원 판례는 없다. 그러나 일부 하급심 판례에서 퍼블리시티권을 인정하는 추세가 늘어나고 있다. 인터넷과 미디어 기술의 폭발적인 발전으로 연예인의 퍼블리시티권과 관련하에 분쟁과 소송이 급격하게 늘고 있다.
일본에서는 명시적인 법률은 없으나, 도쿄 고등재판소 판결에서 퍼블리시티권을 인정했다.

## 대한민국의 사례
- 1995년 서울지방법원에서 소설 《이휘소》와 《무궁화 꽃이 피었습니다》는 이휘소나 유족들의 인격권 또는 프라이버시가 침해되었다고 볼 수도 없다고 본 사안에서, 이휘소의 퍼블리시티권도 침해되지 않았다고 판시하여 퍼블리시티권의 권리성을 인정하는 듯한 표현을 한 바 있다.

- 1998년 서울고등법원에서 제임스 딘의 고종사촌 마르커스 디 윈슬로우 주니어가 상표 도용으로 손해를 봤다며 방송인이자 사업가인 주병진과 속옷회사 <좋은사람들>을 상대로 낸 표장사용금지 및 4억 원의 손해배상청구소송에서 "이유없다"며 원고 패소 판결을 내렸다. 재판부는 판결문에서 "원고는 제임스 딘의 퍼블리시티권을 포함한 성명 초상권 등 일체의 권리를 양도받아 `제임스 딘 재단 신탁'을 설립한 뒤 다시 재단 권리를 수탁받았다고 주장하지만, 단지 재단의 라이센스 계약 등을 담당하는 업무집행자일 뿐 수탁자로서 권리를 신탁받은 것으로 보기는 어렵다"라고 밝혔다. 윈슬로우 주니어는 1955년 사망한 제임스 딘의 재산을 상속한 아버지 윈튼 딘로부터 1988년 퍼블리시티권 등 모든 권리를 자신과 어머니(제임스 딘의 고모)가 만든 제임스 딘 재단신탁에 양도받았는데, 주병진이 제임스 딘의 이름을 사용해 속옷을 판매하자 1994년 소송을 냈다. 주병진은 1996년 제임스 딘의 이름을 특허청에 상표특허를 출원했다가 거절당했으나 상고심에서 저명한 고인의 이름을 상품명으로 사용하더라도 상표법에 위반되는 것은 아니라는 대법원의 판결로 승소했었다.[2]

- 2000년 6개월의 광고계약기간을 어기고 60개월 이상 배우 최진실의 초상을 사용한 업체에 대해 4000만 원 손해배상을 판결하였다.[3]

- 2001년 배우 이미연이 출연한 영화 스틸사진을 무단으로 음반표지에 사용한 음반사에 대해 100만 원 손해배상을 판결하였다.[3]

- 2004년 배우 이영애가  광고모델계약기간이 만료된 후에도 자신의 초상을 사용한 화장품회사에 대하여 퍼블리시티권을 침해하였음을 이유로 손해배상을 청구한 사건에서, 재판부는 판결문에서 "피고는 탤런트, 영화배우 겸 광고모델로 대중적 지명도가 있어 재산적 가치가 있는 원고의 초상 등을 상업적으로 이용할 권리인 퍼블리시티권을 침해하였다"라고 판시하였다.

- 2004년 배우 김민희가 퍼블리시티권을 침해로 제기한 소송에서 재판부는 퍼블리시티권을 인정하지 않는 취지의 판결을 내렸다.

- 2004년 코미디언 정준하는, 허락없이 자신의 이름과  유행어인 “…를 두 번 죽이는 짓이에요”, “…라는 편견을 버려” 등의 문구를 함께 게재하고 이동통신회사의 고객들이 돈을 지불하고 휴대전화로 이 사건 캐릭터를 다운로드 받도록 한 컨텐츠 제작·공급 회사에 대해 손배소송을 제기해 500만 원의 배상을 받았다.[4]

- 2006년 메밀꽃 필 무렵을 쓴 작가 이효석의 초상, 서명, 소설 제목 등을 기재한 상품권을 발행한 사건에서 퍼블리시티권의 존속기간을 해당자의 사후 50년으로 보고 서울동부지법은 청구를 기각하였다.

- 2006년 한국프로야구 2005이란 게임물과 관련하여 법원은 야구선수들의 허락을 받지 아니하고 그 성명을 상업적으로 이용하는 행위는 ‘퍼블리시티권’을 인정하면서도 인격권으로서의 성명권과 퍼블리시티권이 모두 침해되었다고 보았다.

- 2007년 배우 배용준, 권상우, 문근영, 가수 아이비 등 유명인 66명이 가상의 주식투자 사이트를 상대로 집단 소송을 제기하였다.[5]

- 2007년 배우 전지현, 정우성, 조인성, 양진우, 지진희, 차태현, 김선아 및 그 소속사가 퍼블리시티권을 침해당했다며 <스크린엠앤비>를 상대로 낸 손해배상청구소송에서 원고 일부 승소 판결이 내려졌다.

- 2009년 가수 서태지는 티셔츠 제작 업체가 2009년 7월부터 자신의 이미지를 무단 도용, 재가공하여 티셔츠를 제작하여 판매한 것에 대하여 '판매중지'와 '정중한 사과'를 요청하였지만, 이를 받아들이지 않아 2009년 12월 1일 '퍼블리시티권' 침해로 3억 원의 손해배상을 청구하였다.[6]

## 대한민국의 재판례

#### 퍼블리시티권을 부정한 하급심 재판례
- 퍼블리시티권(Right of Publicity)이라는 새로운 권리 개념을 인정할 필요성은 수긍할 수 있으나, 성문법주의를 취하고 있는 우리 나라에서 법률, 조약 등 실정법이나 확립된 관습법 등의 근거 없이 필요성이 있다는 사정만으로 물권과 유사한 독점·배타적 재산권인 퍼블리시티권을 인정하기는 어렵다.[7]
- 대한민국에서도 근래에 이르러 연예, 스포츠 산업 및 광고 산업의 급격한 발달로 유명인의 성명이나 초상 등을 광고에 이용하게 됨으로써 그에 따른 분쟁이 적지 않게 일어나고 있으므로 이를 규율하기 위하여, 성명이나 초상, 서명 등이 갖는 재산적 가치를 독점적, 배타적으로 지배하는 권리인 퍼블리시티권(Right of Publicity)이라는 새로운 권리 개념을 인정할 필요성은 충분히 수긍할 수 있다. 그러나 민법 제185조는 “물권은 법률 또는 관습법에 의하는 외에는 임의로 창설하지 못한다.”라고 규정하여 이른바 물권법정주의를 선언하고 있고, 물권법의 강행법규성은 이를 중핵으로 하고 있으므로, 법률(성문법과 관습법)이 인정하지 않는 새로운 종류의 물권을 창설하는 것은 허용되지 아니한다. 그런데 재산권으로서의 퍼블리시티권은 성문법과 관습법 어디에도 근거가 없다. 따라서 법률, 조약 등 실정법이나 확립된 관습법 등의 근거 없이 필요성이 있다는 사정만으로 물권과 유사한 독점배타적 재산권인 퍼블리시티권을 인정하기는 어렵고, 퍼블리시티권의 성립요건, 양도·상속성, 보호대상과 존속기간, 침해가 있는 경우의 구제수단 등을 구체적으로 규정하는 법률적인 근거가 마련되어야만 비로소 퍼블리시티권을 인정할 수 있다.[8]

#### 퍼블리시티권을 인정한 하급심 재판례
- 우리 법에 명문의 규정은 없으나 대부분의 국가가 법령 또는 판례에 의하여 이를 인정하고 있는 점, 이러한 동일성을 침해하는 것은 민법상의 불법행위에 해당하는 점, 사회의 발달에 따라 이러한 권리를 보호할 필요성이 점차 증대하고 있는 점, 유명인이 스스로의 노력에 의하여 획득한 명성, 사회적인 평가, 지명도 등으로부터 생기는 독립한 경제적 이익 또는 가치는 그 자체로 보호할 가치가 충분한 점 등에 비추어 해석상 이를 독립적인 권리로 인정할 수 있다. 또한, 이러한 퍼블리시티권은 유명인 뿐 아니라 일정한 경우 일반인에게도 인정될 수 있으며, 그 대상은 성명, 사진, 초상, 기타 개인의 이미지를 형상화하는 경우 특정인을 연상시키는 물건 등에 널리 인정될 수 있고, 퍼블리시티권의 대상이 초상일 경우 초상권 중 재산권으로서의 초상권과 동일한 권리가 된다.[9]
- 퍼블리시티권은 현행법상의 제 권리 중 저작권과 가장 유사하다고 할 수 있고, 저작권법 제36조 제1항 본문은 저작재산권의 보호기간을 저자의 사망 후 50년으로 규정하고 있으므로 이를 유추적용하여 퍼블리시티권의 존속기한도 해당자의 사후 50년으로 해석함이 상당하다.[9]

- 퍼블리시티권 침해행위로 인한 재산상 손해는 퍼블리시티권자의 승낙을 받아서 그의 성명을 사용할 경우에 지급하여야 할 대가 상당액이라고 할 것이고, 퍼블리시티권자가 자신의 성명에 관하여 사용계약을 체결하거나 사용료를 받은 적이 전혀 없는 경우라면 일응 그 업계에서 일반화되어 있는 사용료를 손해액 산정에서 한 기준으로 삼을 수 있다.[10]

## 미국의 판례
- 미국 수정헌법 제14조와 제1조의 표현의 자유는 연기자가 자신의 공연에서 나오는 상업적인 가치를 향유할 권리를 박탈하는 것은 아니기 때문에 텔레비전 방송사는 인간 포탄 행위를 본인 허락 없이 몰래 촬영하여 전체를 방영한 것은 유명 스타의 초상권을 침해한 것으로 보았다[11].

## 같이 보기
- 초상권